# AVC Challenge Cup femminile 2022
L'AVC Challenge Cup femminile 2022 si è svolta dal 24 al 29 giugno 2022 a Nakhon Pathom, in Thailandia: al torneo hanno partecipato cinque squadre nazionali asiatiche e oceaniane e la vittoria finale è andata per la prima volta a Hong Kong.

## Impianti
|                                                                                 |  |  |
|                                                                                 |  |  |
| Nakhon Pathom Gymnasium Città: Nakhon Pathom Capienza: 4 000 Anno d'apertura: - |  |  |

## Regolamento

### Formula
La formula ha previsto un'unica fase, disputata con girone all'italiana.
La Thailandia U-20 non concorre ai fine della classifica finale.

### Criteri di classifica
Se il risultato finale è stato di 3-0 o 3-1 sono stati assegnati 3 punti alla squadra vincente e 0 a quella sconfitta, se il risultato finale è stato di 3-2 sono stati assegnati 2 punti alla squadra vincente e 1 a quella sconfitta.
L'ordine del posizionamento in classifica è stato definito in base a:
- Numero di partite vinte;
- Punti;
- Ratio dei set vinti/persi;
- Ratio dei punti realizzati/subiti;
- Risultati degli scontri diretti.

## Squadre partecipanti
| Squadra         | Qualificazione        | Ultima partecipazione |
| --------------- | --------------------- | --------------------- |
| Hong Kong       | 1ª nel ranking EAZVA  | Debutto               |
| India           | 1ª nel ranking CAZVA  | Debutto               |
| Malaysia        | 1ª nel ranking SEAZVA | Debutto               |
| Mongolia        | 2ª nel ranking EAZVA  | Debutto               |
| Nuova Zelanda   | 1ª nel ranking OZVA   | Debutto               |
| Singapore       | 2ª nel ranking SEAZVA | Debutto               |
| Sri Lanka       | 2ª nel ranking CAZVA  | Debutto               |
| Thailandia U-20 | Paese organizzatore   | Debutto               |
| Uzbekistan      | 3ª nel ranking CAZVA  | Debutto               |

## Torneo

### Risultati
| 24 giugno 2022 Nakhon Pathom Gymnasium, N. Pathom Durata: 1h:55 - Spettatori: 300   | Uzbekistan      | 2 - 3 | Malaysia        | 25-23, 25-21, 16-25, 16-25, 11-15 |
| 24 giugno 2022 Nakhon Pathom Gymnasium, N. Pathom Durata: 1h:11 - Spettatori: 200   | India           | 3 - 0 | Singapore       | 25-16, 25-19, 25-8                |
| 24 giugno 2022 Nakhon Pathom Gymnasium, N. Pathom Durata: 1h:20 - Spettatori: 500   | Thailandia U-20 | 3 - 0 | Hong Kong       | 25-19, 25-23, 25-11               |
| 25 giugno 2022 Nakhon Pathom Gymnasium, N. Pathom Durata: 1h:09 - Spettatori: 200   | Uzbekistan      | 0 - 3 | India           | 16-25, 13-25, 16-25               |
| 25 giugno 2022 Nakhon Pathom Gymnasium, N. Pathom Durata: 1h:25 - Spettatori: 400   | Hong Kong       | 3 - 0 | Malaysia        | 25-18, 25-16, 30-28               |
| 25 giugno 2022 Nakhon Pathom Gymnasium, N. Pathom Durata: 1h:15 - Spettatori: 1 000 | Thailandia U-20 | 3 - 0 | Singapore       | 25-15, 25-14, 25-13               |
| 26 giugno 2022 Nakhon Pathom Gymnasium, N. Pathom Durata: 1h:16 - Spettatori: 300   | Malaysia        | 0 - 3 | India           | 17-25, 16-25, 22-25               |
| 26 giugno 2022 Nakhon Pathom Gymnasium, N. Pathom Durata: 1h:22 - Spettatori: 500   | Singapore       | 0 - 3 | Hong Kong       | 13-25, 15-25, 16-25               |
| 26 giugno 2022 Nakhon Pathom Gymnasium, N. Pathom Durata: 1h:07 - Spettatori: 1 800 | Thailandia U-20 | 3 - 0 | Uzbekistan      | 25-11, 25-16, 25-8                |
| 28 giugno 2022 Nakhon Pathom Gymnasium, N. Pathom Durata: 1h:18 - Spettatori: 200   | Singapore       | 0 - 3 | Uzbekistan      | 19-25, 11-25, 20-25               |
| 28 giugno 2022 Nakhon Pathom Gymnasium, N. Pathom Durata: 1h:54 - Spettatori: 300   | Hong Kong       | 3 - 2 | India           | 12-25, 18-25, 25-13, 25-19, 15-6  |
| 28 giugno 2022 Nakhon Pathom Gymnasium, N. Pathom Durata: 2h:14 - Spettatori: 800   | Malaysia        | 2 - 3 | Thailandia U-20 | 19-25, 27-25, 25-21, 15-25, 11-15 |
| 29 giugno 2022 Nakhon Pathom Gymnasium, N. Pathom Durata: ? - Spettatori: ?         | Uzbekistan      | 0 - 3 | Hong Kong       | 19-25, 10-25, 19-25               |
| 29 giugno 2022 Nakhon Pathom Gymnasium, N. Pathom Durata: ? - Spettatori: ?         | Singapore       | 0 - 3 | Malaysia        | 23-25, 21-25, 19-25               |
| 29 giugno 2022 Nakhon Pathom Gymnasium, N. Pathom Durata: ? - Spettatori: ?         | India           | 2 - 3 | Thailandia U-20 | 25-23, 12-25, 22-25, 25-18, 13-15 |

### Classifica
| Pos. | Squadra         | Pt | G | V | P | SV | SP | Ratio | PF  | PS  | Ratio |
| ---- | --------------- | -- | - | - | - | -- | -- | ----- | --- | --- | ----- |
| 1.   | Thailandia U-20 | 13 | 5 | 5 | 0 | 15 | 4  | 3,750 | 442 | 324 | 1,364 |
| 2.   | Hong Kong       | 11 | 5 | 4 | 1 | 12 | 5  | 2,400 | 378 | 317 | 1,192 |
| 3.   | India           | 11 | 5 | 3 | 2 | 13 | 6  | 2,166 | 410 | 344 | 1,191 |
| 4.   | Malaysia        | 6  | 5 | 2 | 3 | 8  | 11 | 0,727 | 398 | 422 | 0,943 |
| 5.   | Uzbekistan      | 4  | 5 | 1 | 4 | 5  | 12 | 0,416 | 296 | 384 | 0,770 |
| 6.   | Singapore       | 0  | 5 | 0 | 5 | 0  | 15 | 0,000 | 242 | 375 | 0,645 |

      Non concorre ai fini della classifica finale.

## Classifica finale
| Pos | Squadra    | Rosa |
| --- | ---------- | --- |
|     | Hong Kong  | Formazione: 1 Cheung, 2 Law, 3 Fung, 4 Yick, 6 Lau, 7 Yeung, 8 Chim, 9 Lo, 12 Pang, 15 Yu, 16 Chan, 18 Wong, 19 To, 20 Ngai, CT: Chuen                                                                               |
|     | India      | Formazione: 1 Rani, 2 Raveendran, 3 Devarajan, 4 Narikunnil Salikumar, 6 Soorya, 7 Kovat Shaji, 10 Nirmala, 11 Murali, 12 Johnson, 13 Kambrath Poyili, 14 Ghosh, 16 Ambika, 17 Joseph, 18 Das, CT: Singh Chauhan     |
|     | Malaysia   | Formazione: 1 Goh, 2 Ching, 5 Wong, 6 Chia, 8 Lee, 9 Low, 10 Ngin, 11 Chew, 12 Siah, 13 Arulnathan, 16 Yong, 18 Lim M., 20 Yap, 22 Lim W., CT: Yeon                                                                  |
| 4   | Uzbekistan | Formazione: 1 Rustamova, 2 Gusamova, 3 Toshkenboeva, 4 Sativoldieva, 5 Jalolova, 6 Shomurotova, 7 Abdurakhmonova, 9 Ismatova, 10 Ruzimova, 14 Joldasbaeva, 15 Shavkatova, 16 Jamolova, 17 Boymirzaeva, CT: Khujakova |
| 5   | Singapore  | Formazione: 1 Ng, 2 Schmidt, 3 Chin, 5 Lee, 6 Quek, 8 Sim, 10 Pua, 11 E. Lau, 12 Y. Lau, 13 J. Chua, 14 Siow, 16 Tan, 17 Z. Chua, 19 Gan, CT: Phoseeta                                                               |

## Premi individuali
| Premio                 | Nome                         | Squadra   |
| ---------------------- | ---------------------------- | --------- |
| MVP                    | Chim Wing Lam                | Hong Kong |
| Miglior palleggiatrice | Jini Kovat Shaji             | India     |
| Miglior opposto        | Saranya Narikunnil Salikumar | India     |
| Miglior schiacciatrice | Low Mei Cing                 | Malaysia  |
| Miglior schiacciatrice | Pang Wing Lam                | Hong Kong |
| Miglior centrale       | Ngin Jia Ning                | Malaysia  |
| Miglior centrale       | Lau Ho Ting                  | Hong Kong |
| Miglior libero         | Aswathi Raveendran           | India     |